# Édouard Sorin
Pour les articles homonymes, voir Sorin.
 (août 2019).
Si vous disposez d'ouvrages ou d'articles de référence ou si vous connaissez des sites web de qualité traitant du thème abordé ici, merci de compléter l'article en donnant les références utiles à sa vérifiabilité et en les liant à la section « Notes et références ».
Édouard Sorin (en anglais : Edward Frederick Sorin), né le 6 février 1814 à Ahuillé et mort le 31 octobre 1893 à South Bend, est un prêtre catholique et éducateur français qui fut missionnaire aux États-Unis et fondateur de l'université Notre-Dame-du-Lac.

## Biographie
Il est le septième des neuf enfants de Julien Sorin (1781-1853), propriétaire, et de Marie Anne Louise Gresland à La Roche en Ahuillé dans le département de la Mayenne. Son patronyme et très répandu dans le pays depuis le XIVe siècle.
Il commença ses classes de latin chez le sieur Bouvet, instituteur à Ahuillé, qui tenait un petit pensionnat, les continua à Haute-Folis à Laval, puis à Précigné, entra au séminaire du Mans et fut ordonné prêtre diocésain en 1838 et nommé vicaire à Parcé. Mais sa vocation de missionnaire était déjà forte. En 1840, il vint au Mans se joindre à M. Moreau, missionna quelque temps, puis alla étudier l'anglais à Paris. À l'automne 1841, il partit pour les États-Unis avec six autres prêtres pour répondre à la demande de l'évêque de Vincennes, Mgr de la Hailandière, établit deux petites écoles, reçut quelques novices de France, puis dès 1843, fonda dans le nord de l'Indiana à 3 milles du lac Michigan, deux noviciats de prêtres, et un collège du nom de Notre-Dame du Lac.
Il est le supérieur général aux États-Unis de la congrégation de Sainte-Croix. Il est le premier président de l'université Notre-Dame du lac (1844-1865). Il a fondé une école catholique en plein milieu de la grande prairie du Midwest. Ce campement fut dédié à Notre-Dame de Lourdes. Trois vilaines cabanes de rondins, miraculeusement préservées à notre époque, servaient de salle de classe aux enfants des pionniers. 
Près de cent-cinquante ans plus tard, l’université Notre-Dame est la plus importante institution d’études catholiques des États-Unis avec un budget annuel de 250 millions de dollars. 
Le père Sorin est l'un des fondateurs de l'université Saint Édouard à Austin au Texas. Celle-ci connaît un grand essor sous la présidence de Pierre-Joseph Hurth, plus tard évêque de Dacca au Bengale oriental. 
En 1880, il a évoqué ses souvenirs. Les gens le connaissaient comme un aîné vénérable avec une longue barbe blanche, un homme qui aimait les enfants et que les enfants aimaient.